# Новогеоргиевка (Ишимбайский район)
Новогео́ргиевка (баш. Яңы Георгиевка) — деревня в Ишимбайском районе Башкортостана, входит в состав Урман-Бишкадакского сельсовета.

## История

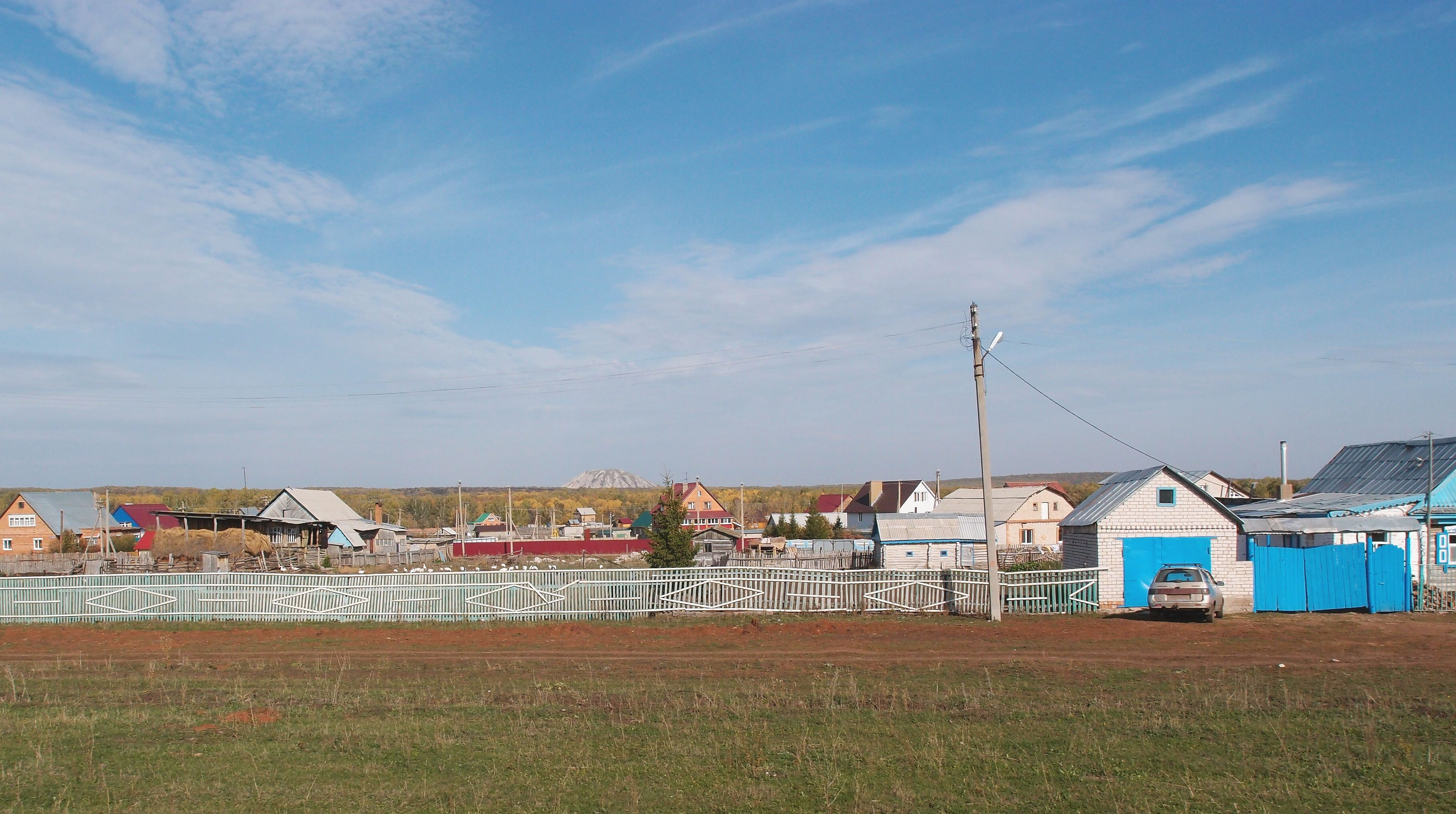
Панорама одной из улиц Новогеоргиевки

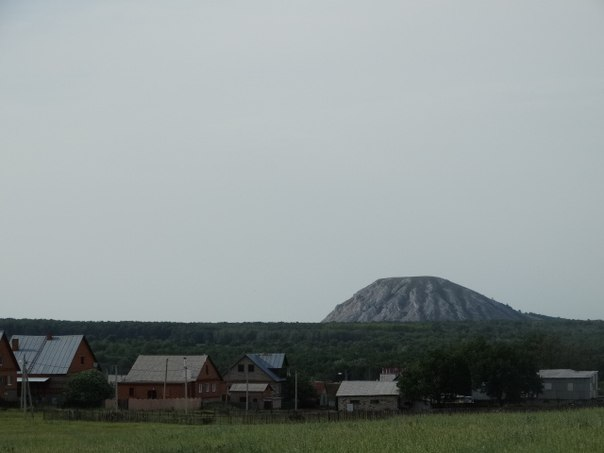
Гора Тора-тау (вид из Новогеоргиевки)

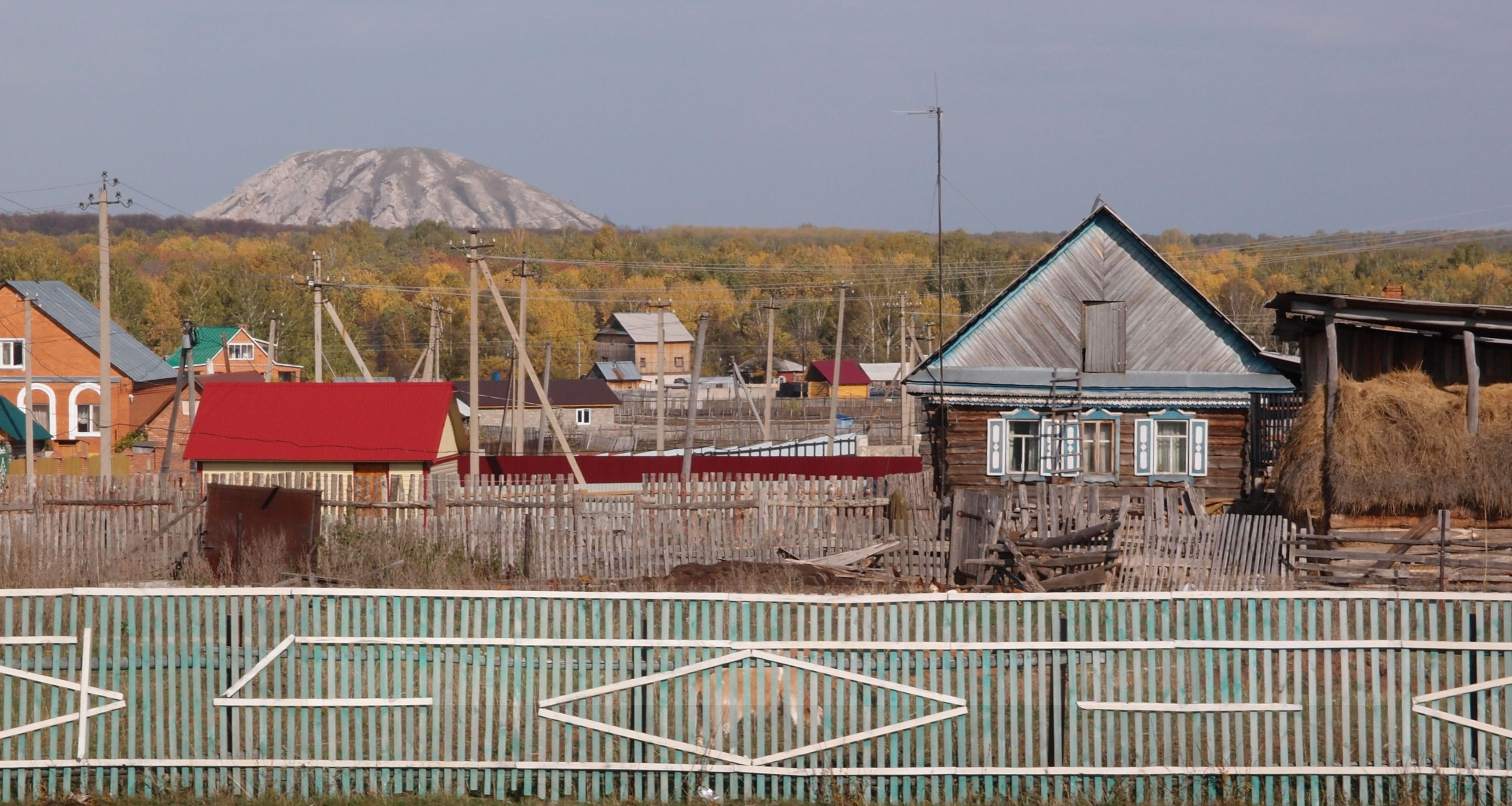
Новогеоргиевка

Деревня основана переселенцами из Белоруссии. Среди первых была семья Хомченко. Там, где она обосновалась, возникла Новогеоргиевка с 1900 по 1910 годы. Первые дома здесь построили четыре брата Хомченко: Абрам, Гордей, Герасим и Зиновей. Позже новые переселенцы из Белоруссии основали рядом деревни Козловка, Ивановка, Новоивановка, Орловка, Покровка и другие небольшие населенные пункты. Местные коренные башкиры занимались скотоводством, собирательством, бортничеством. Белорусы выращивали в основном пшеницу, просо, овес, рожь. В годы Советской власти жители деревни работали в колхозе «Объединение».
Указом Президиума Верховного Совета Башкирской АССР от 09.10.90 № 6-2/347 «Об изменении границ Салиховского и Урман-Бишкадакского сельсоветов Ишимбайского района» деревня Новогеоргиевка передана из Салиховского сельсовета в состав Урман-Бишкадакского сельсовета.

## Население
| 2002 | 2009 | 2010 |
| ---- | ---- | ---- |
| 67   | ↗85  | ↗116 |

Национальный состав
Согласно переписи 2002 года, преобладающая национальность — башкиры (52 %).

## Географическое положение
Располагается по обеим сторонам автодороги Ишимбай — Петровское. Протекает Холодный ручей, приток р. Бузайгыр, который течёт только весной (март-май) во время таяния снега.
Расстояние до:
- районного центра (Ишимбай): 9 км,
- центра сельсовета (Урман-Бишкадак): 10 км,
- ближайшей ж/д станции (Салават): 30 км.

## Достопримечательности
В 5 км от деревни находится шихан Торатау, памятник природы.